# Elena Ghiba Birta
Elena Ghiba Birta (n. 1801, Bichiș - d. ianuarie 1864, Pesta) a fost o filantroapă română, importantă protectoare a educației tinerimii românești din zona Aradului.

## Biografie

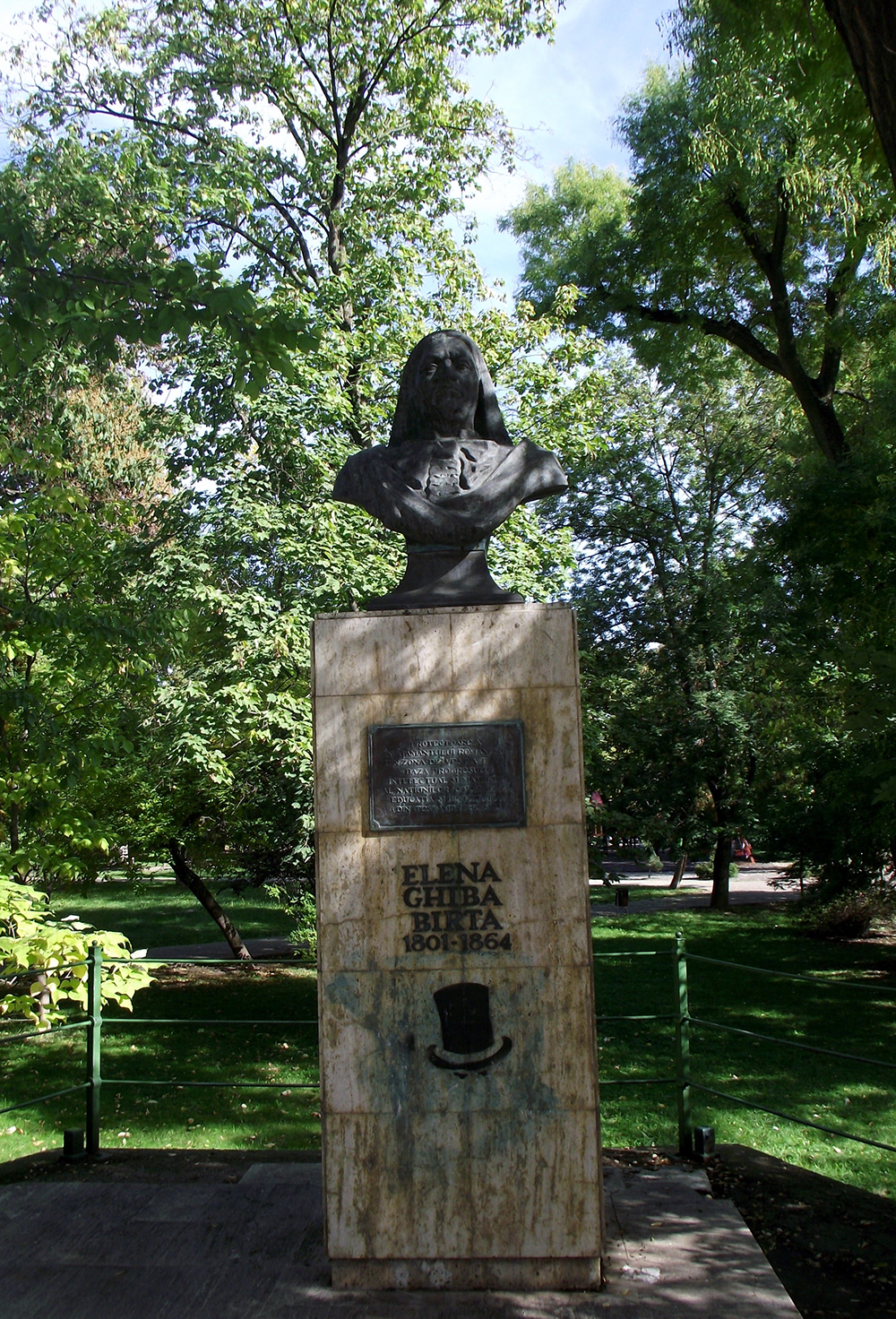
Bustul Elenei Ghiba Birta situat vis-a-vis de Colegiul Naţional „Elena Ghiba Birta” din Arad

Elena Ghiba Birta s-a născut în Bichiș (Bekes), mama ei fiind născută în Ineu. La doar 10 ani, rămasă orfană de ambii părinți, a plecat să locuiască cu rudele ei din Pâncota. Când s-a măritat, s-a mutat la Arad. După numai câțiva ani, a devenit văduvă, dar și-a păstrat numele Birta, dobândit la căsătorie.
În 1830, a început să lucreze servitoare la un oficiant cameral cu numele Emanuil Gogheru, loc de muncă unde a continuat timp de 33 de ani. La moartea stăpânului, ea a moștenit averea lui, dispunând de circa 150.000 florini austro-ungari.

## Decesul
Elena Ghiba Birta a murit în ianuarie 1864, la Pesta, unde era tratată pentru o boală.

## Moștenirea
Elena Ghiba Birta și-a scris testamentul cu un an înainte de moarte, testament prin care a făcut diferite donații. Una dintre donații a fost de 48.000 de florini pentru o fundație în numele ei, din care au fost acordate anual 12 burse de merit pentru studenții cu venituri mai mici. Numele ei va fi întotdeauna amintit ca o persoană care a ajutat studenții aflați în imposibilitatea de a plăti pentru studiile lor.
În Arad, vizavi de Colegiul Național „Elena Ghiba Birta”, care îi poartă azi numele, se află bustul ei.